# Deutsche Beachhandball-Meisterschaften 1999
Die Deutsche Beachhandball-Meisterschaft 1999 waren nach drei Jahren inoffizieller Meisterschaften die erste offiziell vom Deutschen Handballbund ausgerichtete Deutsche Meisterschaft im Beachhandball.
Die Teilnehmer der Meisterschaft qualifizierten sich dafür über eine vorgeschaltete Reihe von Turnieren, der DHB-Beachhandball-Masters-Serie, in der je nach Erfolgen Punkte gesammelt werden konnten. Am Ende qualifizierten sich 17 Frauen- und 18 Männermannschaften. Austragungsort war das VGH Stadion am Meer in Cuxhaven-Duhnen.
| Frauen Details | Cuxhaven VGH Stadion am Meer | MTV Wisch   | 2:0 | SG Bensheim-Auerbach   | TS Wolmertshausen      | 2:0 | Die Schtrandperlscher |
| Männer Details | Cuxhaven VGH Stadion am Meer | TSG Münster | 2:0 | BHC Sand Devils Minden | Druidenzirkel Schmiden | 2:0 | TSV Wietzendorf       |

## Platzierungen in der Masters-Serie und in der Meisterschaft
Frauen
| Nation                        | Masters-Serie | Meisterschaft |
| ----------------------------- | ------------- | ------------- |
| MTV Wisch                     | 04            | 01            |
| SG Bensheim-Auerbach          | 02            | 02            |
| TS Wolmertshausen             | 06            | 03            |
| Die Schtrandperlscher Münster | 08            | 04            |
| Just for Fun                  | 01            | 05            |
| Happy Hippo Allensbach        | 07            | 06            |
| Sandwitches Berlin            | 10            | 07            |
| Sand Schicksen Verl           | 03            | 08            |
| Holzbein Kiel                 | 11            | 09            |
| Towanda                       | 09            | 10            |
| Tigerteam Stuttgart           | 13            | 11            |
| Gwynth Smith Köln             | 17            | 12            |
| Ashausen                      | 14            | 13            |
| TuS Metzingen                 | 16            | 14            |
| TSG Adler Dielfen             | 15            | 15            |
| TV Großlangheim               | 05            | 16            |
| TV Möglingen                  | 12            | 17            |

Männer
| Nation                         | Masters-Serie | Meisterschaft |
| ------------------------------ | ------------- | ------------- |
| TSG Münster                    | 02            | 01            |
| BHC Sand Devils Minden         | 06            | 02            |
| Druidenzirkel Schmiden         | 17            | 03            |
| TSV Wietzendorf                | 12            | 04            |
| Odder’s Team                   | 11            | 05            |
| Augustiner-Mönche              | 14            | 06            |
| Lehre Storks                   | 15            | 07            |
| Die Auf Frischer Göppingen     | 07            | 08            |
| Peach Boys Berlin              | 04            | 09            |
| VTV Mundenheim                 | 08            | 10            |
| TSV Wolfschlugen               | 16            | 11            |
| HSG Irmenach-Kleinich-Horbruch | 08            | 12            |
| Pirates Ochsenfurt             | 05            | 13            |
| Karawane Münster               | 01            | 14            |
| Ostgallien Bartenbach          | 13            | 15            |
| Waldau Ducks                   | 10            | 16            |
| TV Jahn Wahn                   | 18            | 17            |
| Die Sandgranaten Minden        | 03            | 17            |